# Droga wojewódzka nr 724
Droga wojewódzka nr 724 (DW724) – droga wojewódzka prowadząca z Warszawy do Góry Kalwarii. Na odcinku od Trasy Siekierkowskiej do granicy miasta Warszawy jest dwujezdniowa. W latach 2011–2012 miał miejsce kompleksowy remont drogi i przedłużenie odcinka dwujezdniowego do ul. Mirkowskiej w Konstancinie-Jeziornie.
Na początku lutego 2023 roku, na mocy Uchwały nr 9/23 Sejmiku Województwa Mazowieckiego z dnia 17 stycznia 2023 r., odcinek trasy od Trasy Siekierkowskiej (al. Becka) do węzła Warszawa Wilanów z południową obwodnicą Warszawy został pozbawiony kategorii drogi wojewódzkiej i przemianowany na drogę powiatową.